# Fylla moppe
Fylla moppe är en kortfilm av Bengt Pohjanen från 2003.

## Handling
Filmen handlar om hur en pojke med meänkieli som modersmål åker på sin första mopedresa den dag han fyller 15 år. Han blir stoppad av ortens polisman, själv meänkielispråkig. Det uppstår en obehaglig situation och pojken blir mycket kränkt. 
Filmen orsakade debatt och författaren och filmens regissör Bengt Pohjanen blev tårtad av författaren Mikael Niemi vid den svenska premiären.

## Om filmen
Filmen är inspelad i Pajala och Överkalix. 
Den hade världspremiär i Finland den 5 februari 2003 och svensk premiär den 18 september samma år.

## Rollista
- Tobias Henriksson - Tomas
- Andrea Pekkala - Marianne
- Yaba Holst - lärarinnan
- Rolf Digervall - polisen
- Nina Tikkala - Karin
- Sebastian Engström - Rune
- Anne Järvinen - kokerskan
- Bosse Emmoth - berättare

## Musik i filmen
- Nsms
- Farewell Sweet Prince
- Delivered av Fleshquartet
- Vanhan veräjän luona, framförd av Eila Pienimäki